# Passiflora tessmannii
Passiflora tessmannii Harms – gatunek rośliny z rodziny męczennicowatych (Passifloraceae Juss. ex Kunth in Humb.). Występuje endemicznie w Peru.

## Morfologia
PokrójPnący krzew o trwałych pędach.
LiścieOwalne, podłużne lub jajowate, dłoniaste u podstawy, skórzaste. Mają 5–9 cm długości oraz 2,5–6,5 cm szerokości. Całobrzegie, z ostrym wierzchołkiem. Ogonek liściowy jest owłosiony.
KwiatyPojedyncze lub zebrane w pary. Działki kielicha są podłużne, mają 1,5–2 cm długości. Płatki są podłużne, mają 1,5 cm długości. Przykoronek ułożony jest w dwóch rzędach, żółty, ma 7 mm długości.
OwoceMają jajowaty kształt. Mają 2,5–3,5 cm długości i 1,5–2,5 cm średnicy.